# Österreichische Badmintonmeisterschaft 2022
Die Österreichische Badmintonmeisterschaft 2022 fand vom 4. bis zum 6. Februar 2022 in Dornbirn statt. Es war die 65. Auflage der Meisterschaften. Die Spiele des Turniers wurden in der Badmintonhalle des Dornbirner Messegeländes (Halle 5) ausgetragen, Gastgeberverband war der Vorarlberger Badminton Verband (VBV).

## Medaillengewinner
| Disziplin    | Gold                             | Silber                             | Bronze                          |
| ------------ | -------------------------------- | ---------------------------------- | ------------------------------- |
| Herreneinzel | Luka Wraber                      | Kai Niederhuber                    | Michael Tomic                   |
| Herreneinzel | Luka Wraber                      | Kai Niederhuber                    | Emil Dantler                    |
| Dameneinzel  | Katrin Neudolt                   | Martina Nöst                       | Emily Wu                        |
| Dameneinzel  | Katrin Neudolt                   | Martina Nöst                       | Alexandra Mathis                |
| Herrendoppel | Philip Birker Philipp Drexler    | Dominik Stipsits Roman Zirnwald    | René Nichterwitz Simon Rebhandl |
| Herrendoppel | Philip Birker Philipp Drexler    | Dominik Stipsits Roman Zirnwald    | Kai Niederhuber Michael Tomic   |
| Damendoppel  | Réka Sárosi Bianca Schiester     | Serena Au Yeong Katharina Hochmeir | Karoline Pottendorfer Emily Wu  |
| Damendoppel  | Réka Sárosi Bianca Schiester     | Serena Au Yeong Katharina Hochmeir | Alexandra Mathis Carina Meinke  |
| Mixed        | Philip Birker Katharina Hochmeir | René Nichterwitz Lena Kremmel      | Simon Bailoni Lena Rumpold      |
| Mixed        | Philip Birker Katharina Hochmeir | René Nichterwitz Lena Kremmel      | Gustav Andree Serena Au Yeong   |

## Herreneinzel
- Jakob Rinner – Adrian Schwarzmann: 11-21 21-18 21-18
- Christoph Gschwandtner – Tobias Waldhart: 21-10 21-12
- Lorenz Windauer – Tobias Teichtmeister: 11-21 21-13 21-16
- Tobias Rudolf – Lukas Dörler: 21-13 21-8
- Sebastian Schwald – Erik Gebeshuber: 21-15 12-21 27-25
- René Nichterwitz – Fabian Neyer: w.o.
- Johannes Schöpf – Daniel Peknik: w.o.
- Emil Dantler – Elias Spitzhofer: 21-10 21-8
- Luka Wraber – Sebastian Schwald: 21-9 21-12
- Dominik Stipsits – Jakob Rinner: 21-8 21-6
- Michael Tomic – Christoph Gschwandtner: 21-11 21-12
- Christian Hartner – Lorenz Windauer: 21-17 21-6
- René Nichterwitz – Michael Schausberger: 21-17 17-21 21-18
- Kai Niederhuber – Tobias Rudolf: 21-18 21-17
- Markus Schaller – Johannes Schöpf: 21-7 21-8
- Emil Dantler – Kilian Meusburger: w.o.
- Luka Wraber – Dominik Stipsits: 21-10 21-9
- Michael Tomic – Christian Hartner: 21-14 21-18
- Kai Niederhuber – René Nichterwitz: 21-16 21-11
- Emil Dantler – Markus Schaller: 20-22 21-12 21-12
- Luka Wraber – Kai Niederhuber: 21-12 21-18
- Luka Wraber – Michael Tomic: 21-8 21-13
- Kai Niederhuber – Emil Dantler: 21-10 21-13

## Dameneinzel
- Michaela Mathis – Chiara Rudolf: 20-22 21-14 21-18
- Nadine Reiter – Lara Stockinger: 21-17 21-14
- Martina Nöst – Hanna Gillesberger: 21-9 21-15
- Carina Meinke – Bianca Schiester: 23-21 17-21 23-21
- Anja Rumpold – Fiona Scrinzi: 21-10 21-10
- Katrin Neudolt – Nadine Reiter: 21-9 21-6
- Alexandra Mathis – Michaela Mathis: 15-21 21-12 21-14
- Martina Nöst – Carina Meinke: 18-21 22-20 21-11
- Emily Wu – Anja Rumpold: 21-13 21-16
- Katrin Neudolt – Martina Nöst: 21-11 21-16
- Katrin Neudolt – Alexandra Mathis: 22-20 21-19
- Martina Nöst – Emily Wu: 5-21 21-13 21-18

## Herrendoppel
- Markus Schaller / Michael Schausberger – Timo Lampert / Daniel Peknik: 21-4 21-4
- Tobias Rudolf / Gustav Andree – Simon Bailoni / Jakob Sorger: 21-16 25-23
- Christian Hartner / Emil Dantler – Erik Gebeshuber / Christoph Gschwandtner: 21-15 21-9
- Michael Tomic / Kai Niederhuber – Sebastian Schwald / Tobias Teichtmeister: 21-7 21-13
- Johannes Schöpf / Lukas Dörler – Jakob Rinner / Lorenz Windauer: 21-17 18-21 21-19
- Simon Rebhandl / René Nichterwitz – Markus Schaller / Michael Schausberger: 21-13 20-22 21-15
- Roman Zirnwald / Dominik Stipsits – Gustav Andree / Tobias Rudolf: 21-12 21-19
- Michael Tomic / Kai Niederhuber – Emil Dantler / Christian Hartner: 21-12 21-14
- Philipp Drexler / Philip Birker – Lukas Dörler / Johannes Schöpf: 21-11 21-7
- Philipp Drexler / Philip Birker – Dominik Stipsits / Roman Zirnwald: 21-18 21-14
- Roman Zirnwald / Dominik Stipsits – René Nichterwitz / Simon Rebhandl: 21-16 21-14
- Philipp Drexler / Philip Birker – Kai Niederhuber / Michael Tomic: 21-10 21-18

## Damendoppel
- Martina Nöst / Johanna Höfle – Hanna Gillesberger / Lara Stockinger: 21-15 21-14
- Lena Rumpold / Johanna Doppelreiter – Sarah Dlapka / Anja Rumpold: 21-13 21-14
- Katharina Hochmeir / Serena Au Yeong – Michaela Mathis / Fiona Scrinzi: 21-8 21-10
- Carina Meinke / Alexandra Mathis – Johanna Höfle / Martina Nöst: 21-14 26-24
- Emily Wu / Karoline Pottendorfer – Johanna Doppelreiter / Lena Rumpold: 14-21 21-15 21-16
- Bianca Schiester / Réka Sárosi – Lena Krug / Chiara Rudolf: 21-14 21-8
- Bianca Schiester / Réka Sárosi – Serena Au Yeong / Katharina Hochmeir: 19-21 21-18 21-17
- Katharina Hochmeir / Serena Au Yeong – Alexandra Mathis / Carina Meinke: 21-14 21-11
- Bianca Schiester / Réka Sárosi – Karoline Pottendorfer / Emily Wu: 21-14 22-20

## Mixed
- Kai Niederhuber / Sarah Dlapka – Markus Schaller / Johanna Doppelreiter: 21-23 21-14 21-11
- Simon Bailoni / Lena Rumpold – Jakob Sorger / Emily Wu: 21-18 21-18
- Jakob Rinner / Anja Rumpold – Lorenz Windauer / Hanna Gillesberger: 21-19 21-18
- Michael Tomic / Karoline Pottendorfer – Elias Spitzhofer / Lara Stockinger: 21-11 21-13
- Gustav Andree / Serena Au Yeong – Johannes Schöpf / Johanna Höfle: 21-12 21-12
- Michael Schausberger / Nadine Reiter – Christian Hartner / Michaela Mathis: 21-12 21-17
- René Nichterwitz / Lena Kremmel – Erik Gebeshuber / Nicoleta Tiron: 21-5 21-9
- Philip Birker / Katharina Hochmeir – Kai Niederhuber / Sarah Dlapka: 21-10 21-19
- Simon Bailoni / Lena Rumpold – Jakob Rinner / Anja Rumpold: 21-8 21-4
- Gustav Andree / Serena Au Yeong – Michael Tomic / Karoline Pottendorfer: 21-8 21-18
- René Nichterwitz / Lena Kremmel – Michael Schausberger / Nadine Reiter: 21-10 21-14
- Philip Birker / Katharina Hochmeir – Simon Bailoni / Lena Rumpold: 18-21 21-15 21-11
- René Nichterwitz / Lena Kremmel – Gustav Andree / Serena Au Yeong: 13-21 21-17 21-15
- Philip Birker / Katharina Hochmeir – René Nichterwitz / Lena Kremmel: 21-10 21-12